# 岡本信治郎
岡本 信治郎（おかもと しんじろう、1933年 - 2020年4月8日）は、日本の画家。
漫画やアニメーションを取り入れた「日本のポップアートの先駆的作家」として知られる。

## 概要
ユーモラスな形態のなかにもニヒルさを込めたシリーズの制作を手がけ、主題としては下町の大衆文化から美術、宗教、歴史など幅広く選んでいる。
水彩画から始めているが、リトグラフやシルクスクリーン、立体絵画、オブジェといった様々なジャンルの作品も残している。
21世紀には、自身の戦争体験と2001年に起きたアメリカ同時多発テロ事件をテーマにした連作を発表する、岡本自身が「見る絵画・読む絵画・笑う絵画として機能する」と語るように、その作品は常に社会とともにあり、ユーモアのなかに社会への評言を客観的な視点をもっている。

## 略歴
1933年、東京都に生まれる。
1952年に東京都立日本橋高等学校を卒業した後に、独学で水彩画を始める。日本水彩画展や二紀展などに出品した。
1956年には村松画廊で初の個展を開く。同年にヨシダ・ヨシエ、昆野勝、吉留要、北山泰斗、山本由紀夫、妹尾史章らと「グループ制作会議」を結成する。同年から日本アンデパンダン展（東京都美術館）や読売アンデパンダン展に出品する。同年、凸版印刷（現・TOPPANホールディングス）に入社し、アート・ディレクターとして1981年まで勤務する。
1962年から1965年かけて描いた連作『10人のインディアン』が、1964年に第1回長岡現代美術館賞展大賞を受賞したことで、現代美術の分野において注目されるようになる。
1967年にはジャパン・ソサエティーの招聘を受けて、アメリカ合衆国ニューヨークに半年間滞在し、その後ヨーロッパ旅行を行う。
1979年には、池田20世紀美術館で『「岡本信治郎の世界 − 25年のあゆみ」展』が開催された。
2020年4月8日、心不全のため死去した。

## 画風
最初期の画風は少し暗鬱な印象を与える色調であったが、1956年に新印象派のジョルジュ・スーラの作品に出会ったことで、「人も事物も私自身さえも全て平等に、シルエットとして眺める眼」を見出し、現代の病理を明るい色彩と単純な形態によって表わす発想を得た。
1960年代に入ると自身の画風を確立し、迷いのない簡潔な線描、水彩アクリル絵具を平塗りした濁りのない明るい色彩による色面構成をとるようになった。

## 出版物
詩画集
- ぶるる （詩:ヨシダ・ヨシエ、絵:岡本信治郎、亜紀社、1958年）

版画集
- べティ・ブープの国 （土曜美術杜、1974年）
- 私のちゃんばら体験 （土曜美術社、1975年）

絵本
- だいぶつさん海へいく （岡本黄子との共著、大日本図書、1972年）
  - だいぶつさん海へいく （東京図書出版、2005年、ISBN 978-4901880442）

- ロミオとジュリエット （原作:ウィリアム・シェイクスピア、英文:Sarah Ann Nishie、絵:Shinjiro Okamoto、ラボ教育センター、1975年）
- 10の料理10のお話 （著:竹林亜紀、画:岡本信治郎、小峰書店）
  1. はじめてのたまご焼き （1988年）
  2. じゃがいもの皮むきに魔法は使えない  (1988年）
  3. せっかちまめを起こしたのは、だれ? （1989年）

## 主な収蔵美術館
本節の出典
- 国立国際美術館
- 東京国立近代美術館
- 宮城県美術館
- 池田20世紀美術館
- 埼玉県立近代美術館
- 栃木県立美術館

- 和歌山県立近代美術館
- 高松市美術館
- 徳島県立近代美術館
- 新潟市美術館
- PL美術館
- 兵庫県立近代美術館

- 神奈川県立近代美術館
- 東京都現代美術館
- 長岡現代美術館
- ベオグラード現代美術館（英語版）（セルビア）
- イビザ現代美術館（スペイン語版）（スペイン）
- イサハイ・ベル・イマージュ美術館（前橋市、砂盃富男の個人美術館）

## 賞歴
- 1955年 - 日本水彩画会展（東京都美術館） 白滝賞[2]
- 1958年 - 二紀展 佳作賞[2]
- 1963年 - シェル美術賞展（白木屋デパート） 佳作賞[2]
- 1964年 - 第3回日本国際青年美術家展（西武デパート） 美術出版社賞[2]
- 1964年 - 第1回長岡現代美術館賞展 - 大賞[2]